# IFK Haninge
IFK Haninge är en svensk fotbollsklubb i Haninge kommun som grundades 2004. Herrlaget spelar sedan säsongen 2025 i Ettan Norra.

## Historia
IFK Haninge bildades i Brandbergen den 10 oktober 2005 . som en fotbollsklubb av grabbar från Brandbergen som är uppväxta i förorten Brandbergen,  Laget bildades under namnet Brandbergens IF och började från Division 8. 
inför säsongen 2012. Den nya föreningen IFK Haninge övertog då Brandbergens IF:s plats i Division 3 Södra Svealand. 
Efter säsongen 2015 bytte klubben tillbaka sitt gamla namn, då de gick från att heta IFK Haninge/Brandbergen till IFK Haninge. Året därpå vann de Division 3 Södra Svealand och avancerade till division 2, efter att dessförinnan ha radat upp topplaceringar.
Tre säsonger i Division 2 Södra Svealand följde sedan. Under sitt andra år nådde IFK Haninge en kvalplats men förlorade sedan i den avgörande kvalmatchen mot Karlslunds IF. År 2019 tog IFK Haninge sin andra serieseger och avancerade för första gången till Ettan Norra.
Debutsäsongen i Ettan Norra blev succéartad. Som nykomling fajtades IFK Haninge länge om ett avancemang till Superettan, men slutade till slut på en fjärdeplats. Klubben var då blott tre poäng bakom IF Brommapojkarna som knep kvalplatsen. Den fina debutsäsongen följdes sedan av ett misslyckande, då IFK Haninge slutade på niondeplats i Ettan Norra 2021, vilket var första gången någonsin klubben hamnade utanför en topp fyra-placering.

## Spelare

### Spelartrupp
(L) - Inlånad spelare
| Nummer      | Land      | Spelare                 | Födelsedatum      | Kom från            | Moderklubb        |           |
| Målvakter   | Målvakter | Målvakter               | Målvakter         | Målvakter           | Målvakter         | Målvakter |
| ----------- | --------- | ----------------------- | ----------------- | ------------------- | ----------------- | --------- |
| 1           | Sverige   | Cem Alpek               | 6 juli 1997       | Karlbergs BK        | IFK Stockholm     |           |
| 25          | Tanzania  | Kwesi Kawawa            | 5 december 2001   | Syrianska FC        | Enskede IK        |           |
| -           | Sverige   | Daniel Henareh (L)      | 18 mars 2004      | GIF Sundsvall       | AIK               |           |
| Försvarare  |           |                         |                   |                     |                   |           |
| 2           | Sverige   | Stevan Beko             | 4 december 2003   | IF Sylvia           | AIK               |           |
| 3           | Sverige   | Filip Nieminen Eriksson | 15 april 2001     | Huddinge IF         | Hägersten SK      |           |
| 4           | Sverige   | Adam Id Salem           | 25 september 1998 | Vasalunds IF        | Syrianska FC      |           |
| 5           | Sverige   | Dillan Ismail           | 2 april 1992      | Gamla Upsala SK     | Unik FK           |           |
| 13          | Sverige   | Claus Royo              | 20 januari 2000   | Sollentuna FK       | AIK               |           |
| 23          | Sverige   | Rasmus Lindkvist        | 16 maj 1990       | Ariana FC           | Alby IF           |           |
| 98          | Sverige   | Christian Pelenda       | 9 maj 2006        | IFK Haninge U       | Sverige           |           |
| -           | Sverige   | Afram Hanna             | 31 augusti 2000   | Rågsveds IF         | Assyriska FF      |           |
| -           | Sverige   | Sitapha Ndure           | 27 oktober 1993   | Sollentuna FK       | Spånga IS         |           |
| Mittfältare |           |                         |                   |                     |                   |           |
| 6           | Gambia    | Sal Jobarteh            | 9 mars 1993       | San Roque           | IF Brommapojkarna |           |
| 8           | Syrien    | Oliver Kass Kawo        | 3 december 2001   | Dalkurd FF          | Hallonbergens IF  |           |
| 10          | Sverige   | Erkan Zengin            | 5 augusti 1985    | Segeltorps IF       | Norsborgs IF      |           |
| 14          | Sverige   | Mattias Bouvin          | 26 juni 1998      | Vasalunds IF        | Hägersten SK      |           |
| 16          | Sverige   | Ahmet Tuhral            | 18 november 2003  | Oskarshamns AIK     | Nackdala AIS      |           |
| 17          | Sverige   | Ferhad Ayaz             | 10 oktober 1994   | Eendracht Aalst     | Karlslunds IF     |           |
| 18          | Sverige   | Daniel Josefsson        | 29 november 2000  | Örebro Syrianska IF | FC Djursholm      |           |
| 21          | Sri Lanka | Adhavan Rajamohan       | 21 februari 1993  | Nordic United       | Vasalunds IF      |           |
| Anfallare   |           |                         |                   |                     |                   |           |
| 7           | Sverige   | Alexander Andue         | 5 juni 1998       | FC Stockholm        | Sundbybergs IK    |           |
| 9           | Sverige   | Edin Hamidovic          | 27 november 1993  | Aiolikos            | IFK Öxnehaga      |           |
| 11          | Gambia    | Pa Dibba                | 15 oktober 1987   | Eyüpspor            | FoC Farsta        |           |
| 12          | Sverige   | Linus Lenerius          | 19 september 2005 | Boo FF              | Sverige           |           |
| 19          | Sverige   | Jonathan Tesfay         | 9 december 1999   | Prime Bangkok       | Örnens FF         |           |
| 22          | Sverige   | William Miguel          | 23 oktober 2000   | Segeltorps IF       | Sverige           |           |
| -           | Sverige   | Jaheem Burke            | 19 augusti 2001   | Spartak Trnava      | Rågsveds IF       |           |

### Kända spelare
| - Adrian Engdahl (2018) - Ahmed Bonnah (2020) - Alagie Sosseh (2021) - Ashley Coffey (2020) - Carlos Gaete Moggia (2020) - Dalil Benyahia (2012) - Dusan Jajic (-2014) - Haris Laitinen (2015) - Marijan Cosic (2019-2020) | - Marko Nikolic (-2012) - Mattias Mitku (2021) - Patrick Amoah (2019) - Sebastian Bojassén (2013-2015) - Sebastian Senatore (2014-2015) - Simon Gefvert (2015-2018) - Smajl Suljević (2021) - Özgür Yasar (2017-2019) |

## Statistik

### Säsonger
| Seriespel | Seriespel | Seriespel  | Seriespel      | Seriespel   | Seriespel   | Seriespel | Cupspel | Cupspel       | Cupspel  | Cupspel |
| Säsong    | Nivå      | Division   | Avdelning      | Placering   | Förändring  | Källa     | Säsong  | Cup           | Resultat | Källa   |
| --------- | --------- | ---------- | -------------- | ----------- | ----------- | --------- | ------- | ------------- | -------- | ------- |
| 2012      | 5         | Division 3 | Södra Svealand | 2:a (av 12) | Kval        | [ 10 ]    |         |               |          |         |
| 2013      | 5         | Division 3 | Södra Svealand | 3:a (av 12) |             | [ 11 ]    |         |               |          |         |
| 2014      | 5         | Division 3 | Södra Svealand | 3:a (av 12) |             | [ 12 ]    |         |               |          |         |
| 2015      | 5         | Division 3 | Södra Svealand | 2:a (av 12) | Kval        | [ 13 ]    |         |               |          |         |
| 2016      | 5         | Division 3 | Södra Svealand | 1:a (av 12) | Uppflyttade | [ 14 ]    | 2016/17 | Svenska cupen | Omgång 1 | [ 15 ]  |
| 2017      | 4         | Division 2 | Södra Svealand | 4:a (av 14) |             | [ 16 ]    | 2017/18 | Svenska cupen | Omgång 1 | [ 17 ]  |
| 2018      | 4         | Division 2 | Södra Svealand | 2:a (av 14) | Kval        | [ 18 ]    | 2018/19 | Svenska cupen | Omgång 1 | [ 19 ]  |
| 2019      | 4         | Division 2 | Södra Svealand | 1:a (av 14) | Uppflyttade | [ 20 ]    | 2019/20 | Svenska cupen | Omgång 1 | [ 21 ]  |
| 2020      | 3         | Ettan      | Norra          | 4:a (av 16) |             | [ 22 ]    | 2020/21 | Svenska cupen | Omgång 2 | [ 23 ]  |
| 2021      | 3         | Ettan      | Norra          | 9:a (av 16) |             | [ 24 ]    | 2021/22 | Svenska cupen | Omgång 1 | [ 25 ]  |

## Ungdomsverksamhet
Fotbollsföreningen är den största i Haninge kommun. År 2021 hade de drygt 1 100 utövare och mer än 70 olika lag. Föreningens upptagningsområde innefattar hela södra Stockholm men primärt förorterna Brandbergen, Handen och Jordbro.
Bland spelarna som har IFK Haninge som moderklubb återfinns Dusan Jajic, Joel Asoro, Kevin Deeromram och Marko Nikolic.